# Titia Sustring
Titia Sustring  est une joueuse de volley-ball néerlandaise née le 27 avril 1979 à Leeuwarden. Elle mesure 1,86 m et joue réceptionneuse-attaquante.

## Clubs
| Club                   | Pays     | De        | À         |
| ---------------------- | -------- | --------- | --------- |
| Animo-Sneek            | Pays-Bas | 1988-1989 | 1996-1997 |
| Dak Hoogezand          | Pays-Bas | 1997-1998 | 1999-2000 |
| Eastborn/Volco         | Pays-Bas | 2000-2001 | 2001-2002 |
| Euphony Tongeren       | Belgique | 2002-2003 | 2003-2004 |
| Playas Benidorm        | Espagne  | 2004-2005 | 2004-2005 |
| Lichtenvoorde          | Pays-Bas | 2005-2006 | 2006-2007 |
| Infoplus Minetti Imola | Italie   | 2007-2008 | jan 2008  |
| De Mitri Urbino        | Italie   | jan 2008  | 2007-2008 |
| Le Cannet-Rocheville   | France   | 2008-2009 | 2008-2009 |
| Volley Club Ancona     | Italie   | 2009-2010 | 2009-2010 |
| Le Cannet-Rocheville   | France   | 2010-2011 | 2012-2013 |
| M.O. Mougins VB        | France   | 2013-2014 | "..."     |

## Palmarès
- Coupe de France
  - Finaliste : 2011.